# Jordi Marenyà Gumbau
Jordi Marenyà Gumbau (Villarreal, 17 de mayo de 1991) es un futbolista español, que actúa como centrocampista en Unión Deportiva Alzira

## Trayectoria
Jordi Marenyà llegó a las categorías inferiores del CD Castellón en edad de cadete, procedente de la cantera del Villarreal CF. Debutó en la campaña 2007/08 y con apenas 16 años en categoría juvenil con el Club Deportivo Castellón, alternando durante las presencias en los equipos C y B, no pudiendo evitar el descenso de este último. El curso futbolístico siguiente lo comenzó en el equipo A de División de Honor, asentándose rápidamente en el equipo. Sin embargo, una lesión en la mano durante el mes de febrero le tuvo parado por dos meses. Una vez recuperado, regresó al equipo B para intentar recuperar la categoría perdida la temporada anterior, escapándose tras la disputa de la final. Comenzó la 2009/10 nuevamente en el Juvenil A, llegando a ser capitán y manteniendo un alto nivel de rendimiento. Éste le valió pare ser convocado con la selección juvenil valenciana.
Aquella misma temporada debutó en el fútbol profesional directamente en el primer equipo. Fue en el partido que enfrentó en Castàlia al equipo local contra el Celta de Vigo el 11 de abril de 2010. Era el primer partido del tercer entrenador aquella temporada, Asier Garitano, tras permanecer el CD Castellón en la cola de la tabla clasificatoria desde las primeras jornadas. Jordi fue titular aquel partido, convirtiéndose en uno de los jugadores de la cantera habituales al término de esa misma campaña junto a Toño, Aarón Torlà, Manolo Bleda o Marc Cosme. Finalmente, disputó los 11 últimos partidos, siendo titular en 7 ocasiones. Para la temporada siguiente, esta vez en Segunda División B, Jordi recibió ficha del primer equipo, luciendo el drosal 14. Sin embargo, a pesar de comenzar como titular en el primer encuentro, ni con Jordi Vinyals ni con Casuco logró entrar en el once con regularidad.
Con el descenso administrativo del CD Castellón a 3ª división española, Jordi ganó en protagonismo y pronto se convirtió en capitán del equipo. Tras dos buenas temporadas, la segunda de las cuales sirvió al CD Castellón para alcanzar puestos de ascenso a 2ª división B, cayendo en playoff ante el Córdoba B, Jordi fichó por el CD Olímpic de Xàtiva de 2ª división B.  En 2015 regresa al CD Castellón para liderar el proyecto del equipo de la capital de la plana. 
A pesar de ser vila-realenc de pro, Marenyà defiende desde hace muchos años los colores albinegros con entrega máxima, llegando incluso a ser capitán.
En la temporada 17/18 fichó por el Écija Balompié, intentando subir a Segunda División B.

## Clubes
| Club                                | País   | Año           |
| ----------------------------------- | ------ | ------------- |
| Categorías inferiores Villarreal CF | España | 2001-2006     |
| CD Castellón Cadete                 | España | 2006-2007     |
| CD Castellón Juvenil C              | España | 2007-2008     |
| CD Castellón Juvenil B              | España | 2007-2009     |
| CD Castellón Juvenil A              | España | 2008-2010     |
| CD Castellón                        | España | 2009 -2013    |
| Olímpic de Xàtiva                   | España | 2013 -2015    |
| CD Castellón                        | España | 2015-2018     |
| Écija Balompié                      | España | 2018          |
| Atlético Saguntino                  | España | 2018-2019     |
| Unión Popular de Langreo            | España | 2019-2021     |
| Unión Deportiva Alzira              | España | 2021-presente |

## Estadísticas
| Club         | Temporada | Liga        | Liga  | Copa        | Copa  | Total       | Total |
| Club         | Temporada | Apariciones | Goles | Apariciones | Goles | Apariciones | Goles |
| ------------ | --------- | ----------- | ----- | ----------- | ----- | ----------- | ----- |
| CD Castellón | 2009/10   | 11          | 0     | 0           | 0     | 11          | 0     |
| CD Castellón | 2010/11   | 9           | 0     | 1           | 0     | 10          | 0     |
| CD Castellón | 2011/12   | 28          | 2     | 0           | 0     | 28          | 2     |
| CD Castellón | 2012/13   | 31          | 2     | 0           | 0     | 31          | 2     |
| CD Castellón | Total     | 79          | 4     | 1           | 0     | 80          | 4     |
| Totales      | Totales   | 79          | 4     | 1           | 0     | 80          | 4     |

## Títulos

### Distinciones individuales
| Distinción     | Año  |
| -------------- | ---- |
| Premio Bovalar | 2010 |